# Амунд Рингнес (острво)

Острво Амунд Рингнес (енгл. Amund Ringnes Island) је једно од острва у канадском арктичком архипелагу, источно од острва Елеф Рингнес. Острво је у саставу Нунавута, канадске територије. 
Добило је име по норвешком спонзору експедиције Ота Свердрупа, Амунду Рингнесу. Острво је Норвешка сматрала својом територијом од 1902. до 1930.
Површина износи око 5.255 km² по којој је острво 111. у свијету и 25. у Канади по величини. Највиши врх је безимен са висином од 265 m.
На острву нема становника.